# M (película)
M (en España, M, el vampiro de Düsseldorf; en México, M, el maldito; en Argentina, El vampiro negro) es una película alemana policial de suspenso y misterio de 1931 dirigida por Fritz Lang. Fue protagonizada por Peter Lorre en su tercer papel cinematográfico como Hans Beckert, un asesino en serie que ataca a niños. Está parcialmente inspirada en el caso real del asesino serial Peter Kürten, quien mató a varios niños en la ciudad de Düsseldorf.  Es ampliamente considerada como un clásico de la cinematografía mundial y una obra maestra de su director, siendo esta su primera película sonora. Fue asimismo la penúltima película de Lang dirigida en Alemania, y el realizador siempre la consideró su mejor trabajo allí.
La película constituye un ejemplo temprano de drama procedimental, y se centra en la búsqueda de Beckert llevada a cabo tanto por la policía como por el crimen organizado. El guion de la película fue escrito por Lang y su esposa Thea von Harbou. Presenta muchas innovaciones cinematográficas, incluyendo el uso de planos largos. M fue una de las primeras películas en emplear fuertemente un leitmotiv musical en forma de «En la gruta del rey de la montaña», que es silbado repetidamente por el personaje de Lorre. 
Lang consideró la película como su obra maestra, y es ampliamente considerada una de las mejores películas de todos los tiempos y una influencia indispensable en la ficción policial y de suspenso moderna.Se considera que inicia las formas que, posteriormente, serían desarrolladas por el llamado cine negro; entre otras, el uso del fuera de campo, para lo que utiliza de manera muy eficaz la música.
Una nueva versión estadounidense con el mismo título, dirigida por Joseph Losey, se estrenó en 1951.

## Argumento
La acción empieza con un grupo de niñas en el patio de un edificio de apartamentos en Berlín. Estas niñas están cantando sobre uno que mata niños, lo que presagia la aparición de Hans Beckert (Peter Lorre), un asesino en serie, de niñas pequeñas - e, implícitamente, también pedófilo -. Al principio no se ve la cara de Beckert, pero se identifica el personaje por la sombra, por algunos rasgos del cuerpo y porque silba la melodía de En el salón del rey de la montaña. Beckert compra un globo a un hombre ciego y se lo da a una niña llamada Elsie Beckmann (Inge Landgut). La tensión aumenta gradualmente en ver como su madre (Ellen Widmann) espera que Elsie llegue para comer, hasta que la mujer la llama por la ventana, al mismo tiempo que la cámara enfoca la pelota con la cual estaba jugando la niña, abandonada en medio de la hierba. Mientras tanto, la policía, comandada por el Inspector Karl Lohmann (Otto Wernicke), investiga sobre un asesino utilizando técnicas por aquel entonces modernas, como el reconocimiento de huellas dactilares y el análisis de la letra. También se realizan espectaculares redadas y se llevan a cabo interrogatorios a criminales conocidos con el fin de pillar al asesino. La acción policial afecta a las acciones de los malhechores del submundo, lo cual provocará que una representación de los criminales de la ciudad decida cazar al asesino por su cuenta y entregarlo a la policía para que la situación vuelva a ser como antes y así poder seguir con sus "negocios". Después de una lluvia de ideas que dura toda una noche, los criminales piden ayuda a los mendigos de la ciudad para repartírsela «metro a metro» y poder así tener a todos los niños controlados. Al mismo tiempo, la policía mantiene una reunión similar y Lohmann llega a la conclusión que el asesino podría tener un registro psiquiátrico previo, así que pide la realización de una lista de pacientes recientemente liberados de centros psiquiátricos que presenten un historial de delitos contra niños.
De esta forma se desarrolla una carrera entre la policía y los criminales para coger al asesino, el cual es completamente inconsciente de lo que está pasando a su alrededor. Finalmente Hans comete el error de empezar a silbar su melodía característica otra vez cerca del mismo vendedor de globos ciego con quien se había cruzado anteriormente. El hombre ciego se lo comunica a uno de los criminales, quien sigue al asesino con la ayuda de otros mendigos y vagabundos, a los que va alertando por el camino. En una carrera desesperada por cazarlo, uno de ellos coge una tiza y se dibuja en la mano una M (inicial de «Mörder», palabra que en alemán significa asesino), que marca en la espalda de Beckert simulando que se ha tropezado con una piel de naranja.
Con el asesino «marcado», los mendigos pueden identificarlo y, después de ser detectados por un Beckert aterrorizado, lo persiguen hasta dejarlo encerrado en un edificio de oficinas. Los ladrones, gracias a un equipo formado por especialistas a reventar cerrojos y cajas fuertes, consiguen entrar en el edificio, reducen a los guardias de seguridad y registran todos los rincones, desde el sótano hasta el ático, capturando finalmente al criminal fugitivo con el tiempo justo para escapar del edificio después que uno de los vigilantes activara la alarma silenciosa. Beckert es juzgado por un tribunal canguro dirigido por ladrones, asesinos y prostitutas, que se improvisa en una destilería abandonada y teniendo Beckert derecho a un abogado defensor (que no es abogado de oficio sino un ladrón). Beckert se defiende en el juicio con un apasionado monólogo, diciendo que las voces en su cabeza le obligan a cometer este tipo de delitos, mientras que los demás criminales presentes infringen la ley por voluntad propia. Incluso su abogado señala que el «juez» que preside la sala está en búsqueda y captura por tres casos de homicidio. Cuando los criminales se disponen a matar a Beckert, la policía (que ha capturado a uno de los ladrones en el edificio de oficinas y le ha obligado a confesar) llega a la destilería e impide el linchamiento.
La escena final de la película se desarrolla en un tribunal real, con cinco jueces a punto de dar a Beckert su veredicto. Antes de que este se anuncie, la cámara enfoca a tres de las madres que han sido víctimas del criminal, las cuales se encuentran llorando, y la madre de Elsie dice que «ningún veredicto nos devolverá a nuestras niñas» y que«se debe mantener una mayor vigilancia sobre los infantes. Cada uno de ustedes».

## Temas
Se trata de un estudio sobre una colectividad conmovida por un caso de criminalidad patológica. Se expone la tragedia interior de un obseso sexual y, consecuentemente, se procede a ejercer una corrosiva visión crítica de la sociedad en la que vive. Es irónico ver cómo el hampa y la policía tienen los mismos objetivos, por lo que se ha señalado su atisbo de un comportamiento criminal en el estado alemán, como sucedió desde 1933. Su ambientación oscura comúnmente se interpreta dentro del pesimismo producto de la derrota alemana en la Primera Guerra Mundial, y también en una combinación original de aspectos del expresionismo y del nuevo realismo que estaba presente en la dramaturgia alemana.

## Reparto

### Actores principales
- Peter Lorre como Hans Beckert. M fue su primer trabajo como protagonista y supuso, a la vez, tanto el impulso de su carrera, como el encasillamiento en el papel de malo que representó durante años en películas posteriores como Mad Love y la adaptación cinematográfica de Crimen y castigo. Antes de su participación en M, los papeles de Lorre eran principalmente cómicos. Con la llegada al poder del Nazismo, Lorre, como tantos otros actores alemanes de esa época, huyó de su país, realizando su primer gran papel en esta nueva etapa el año 1934 en la película de Alfred Hitchcock El hombre que sabía demasiado. Lorre, que no hablaba inglés, fue aprendiendo progresivamente.[9]
- Otto Wernicke como el Inspector Karl Lohmann. Wernicke también saltó a la fama gracias a M, después de realizar varios papeles menores en películas mudas durante una década. Después de su participación en M fue un actor muy demandado, incluso volvió a realizar el papel de Karl Lohmann en El testamento del Doctor Mabuse, también de Fritz Lang. Posteriormente, la mayoría de sus papeles serían como actor de reparto.[10]
- Gustaf Gründgens como Der Schränker (el ladrón de cajas fuertes). Gründgens también tuvo una exitosa carrera después de su papel en la película, llegando a ser el director de "Staatliches Schauspielhaus" durante el Tercer Reich.

### Otros actores
- Ellen Widmann: Frau Beckmann
- Inge Landgut: Elsie Beckmann
- Theodor Loos: el Inspector Groeber
- Friedrich Gnass: Franz, el ladrón
- Fritz Odemar: un tramposo
- Paul Kemp: carterista con seis relojes
- Theo Lingen: Bauernfänger
- Rudolf Blümner: el abogado de Beckert
- Georg John: el vendedor de globos ciego
- Franz Stein: Ministro
- Ernst Stahl-Nachbaur: jefe de Policía
- Gerhard Bienert: secretario criminal
- Karl Platen: Damowit, un vigilante nocturno
- Rosa Valetti: Elisabeth Winkler, la casera de Beckert
- Hertha von Walther: prostituta
- Hanna Maron (sin acreditar): la niña en el círculo del inicio de la película
- Klaus Pohl (sin acreditar): testimonio/ tuerto

## Producción
M es la primera película sonora que rodó Lang, pasado un año desde que se incorporó al sonido al cine. Fue célebre por la interpretación de Peter Lorre, quien luego de esta participación quedó tipificado para personajes de villano, lo cual es ajeno a su versatilidad y a su calidad de actor. Su trayectoria en el exilio estadounidense fue destacada.
El fragmento de Peer Gynt (En la gruta del rey de la montaña), de Edvard Grieg, que silba con gran frecuencia el personaje del asesino, no era silbado por el actor Peter Lorre, sino por Thea von Harbou, una de los autores del guion y esposa de Lang. A Lorre le resultaba muy difícil silbar la melodía durante largo rato sin perder aire, así que von Harbou lo hizo por él, ya que tenía gran habilidad para ello.

## Versión
Una versión con el mismo nombre fue realizado en Hollywood en 1951, cambiando la acción de Berlín a Los Ángeles. La versión fue dirigido por Joseph Losey y tenía a David Wayne como protagonista.
En 1953 se realizó una versión en Argentina llamada El vampiro negro dirigida por Román Viñoly Barreto y protagonizada por Olga Zubarry, Roberto Escalada, Nelly Panizza y Nathan Pinzon como el papel del vampiro negro.